# Russische militaire begraafplaats in Lebus
De Russische militaire begraafplaats in Lebus is een militaire begraafplaats in Brandenburg, Duitsland. Op de begraafplaats liggen omgekomen Russische militairen uit de Tweede Wereldoorlog.

## Begraafplaats
Vrijwel alle militairen kwamen aan het einde van de oorlog om het leven. De begraafplaats bevat een groot, centraal gelegen monument, dat herinnert aan de slachtoffers. Er liggen 4537 omgekomen militairen.